# Hrobka rodu Mensdorff-Pouilly
Hrobka rodu Mensdorff-Pouilly v Nečtinách je novorománská pohřební kaple sv. Terezie pro příslušníky šlechtického rodu Mensdorff-Pouilly z roku 1858. Nachází se v ohrazeném parčíku za hospodářským dvorem v západní části vesnice Hrad Nečtiny, která spadá pod obec Nečtiny v okrese Plzeň-sever, v nadmořské výšce 550 metrů. Hrobová kaple je ve vlastnictví obce a je památkově chráněná.

## Historie
Původně lotrinský šlechtický rod Mensdorff-Pouilly, kterému byl v Rakousku v roce 1818 přiznán hraběcí stav, koupil panství Nečtiny v roce 1839. Po smrti prvního majitele z tohoto rodu Emanuela Mensdorff-Pouilly (1777–1852) přešly Nečtiny v roce 1852 na jeho syna Alfonse Friedricha Mensdorff-Pouilly (1810–1894), který si je zvolil jako své hlavní sídlo. Zatímco zámek Nečtiny nechal přestavět v letech 1855–1858 v novogotickém stylu, novou rodinnou hrobku nechal na vyvýšeném místě postavit v roce 1858 v novorománském stylu. Pohřební kaple byla zasvěcena svaté Terezii. Zasvěcení bylo vybráno podle jména stavebníkovy zesnulé manželky Terezie z Dietrichstein-Proskau-Leslie (1823–1856). V roce 1945 byl majetek této větve rodu znárodněn. Po válce začala kaple chátrat, teprve po roce 1992 byla zdevastovaná stavba zrestaurována.

## Architektura a sochařská výzdoba

### Exteriér

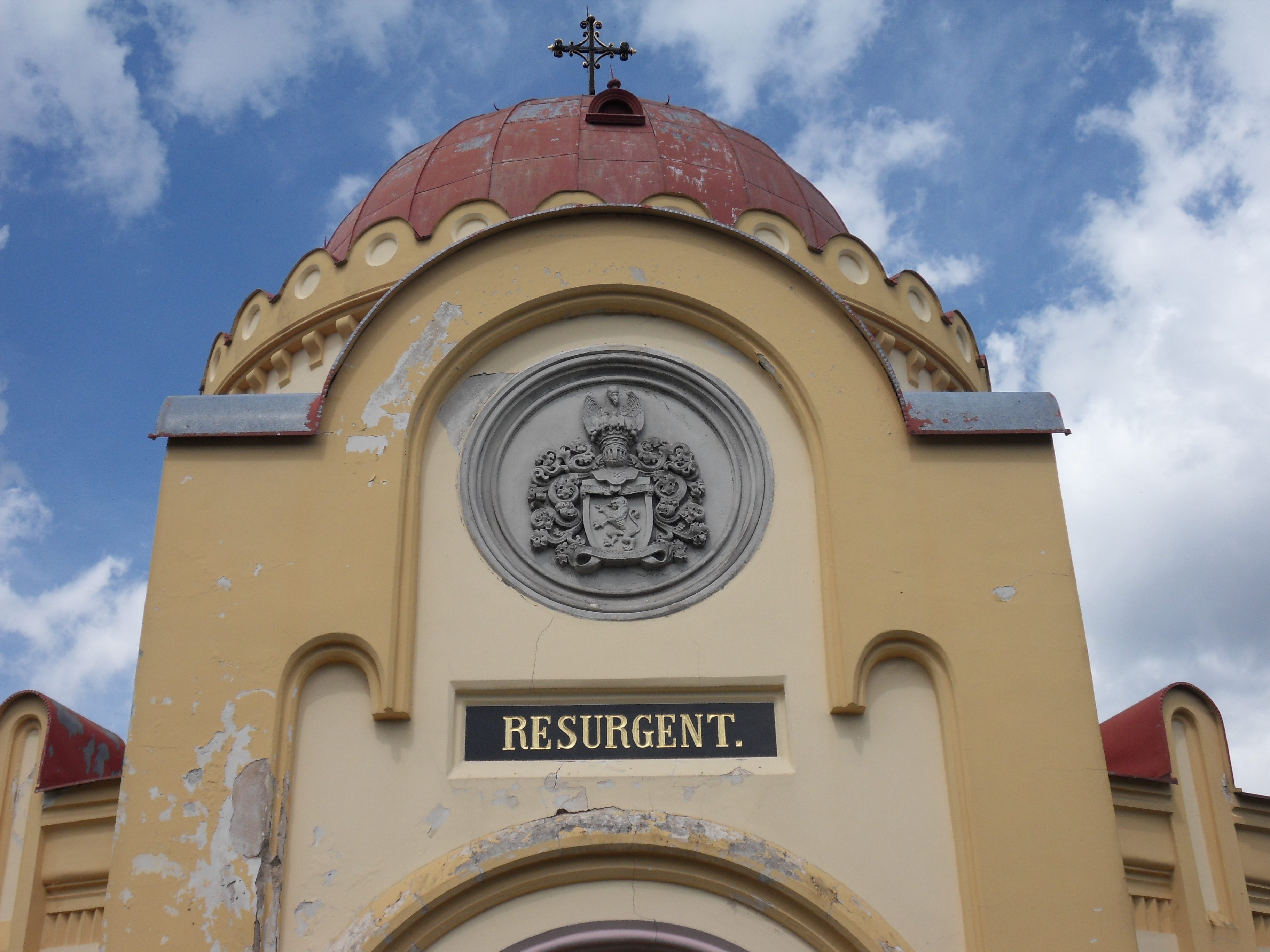
Erb rodu a latinský nápis nad vchodem

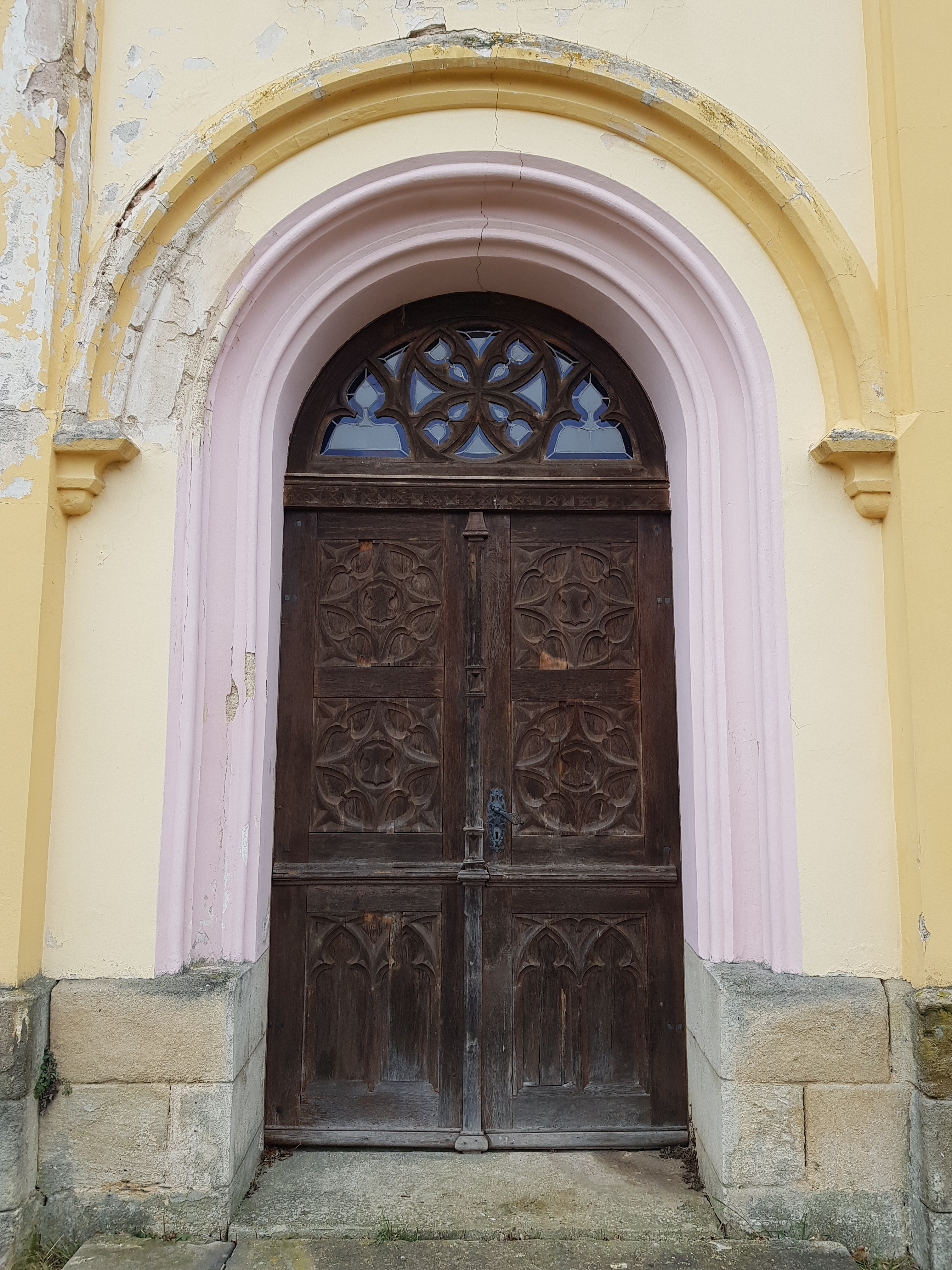
Portál kaple

Hrobní kaple byla postavena na kruhovém půdorysu s předsazenou předsíní. Nad nízkou pultovou střechou se zvedá zděná válcová lucerna zakončená kupolí, která je pobita plechem a na jejímž vrcholu je kříž. Lucerna je hladce omítaná, ukončuje ji hlavní římsa, která je nesena konzolami a nad ní probíhá drobný obloučkový vlys. Průčelí přízemí je hladce omítané a ukončuje ho profilovaná římsa. Vysoká obdélníková okna s profilovaným ostěním jsou zakončena půlkruhovými záklenky. Výplně tvoří barevné vitráže, na kterých převládá modrá a červená barva. Vstupní portál s profilovaným ostěním a půlkruhovým záklenkem je obrácený k východu. V nadpraží na konzolách je osazena půlkruhová římsa. Dřevěné dveře jsou zdobeny gotizujícími vyřezávanými prvky (kružbou). Celek vstupu zdůrazňuje stupňovitě řešený štít se středním půlkruhovým tympanonem, do něhož je vložena litinová kruhová deska s erbem rodu Mensdorff-Pouilly a pod ní je obdélná deska s latinským nápisem RESURGENT.

### Interiér
Za vchodem je malá obdélná předsíň, která je zaklenuta českou plackou. Na ni navazuje krátká chodba, která je zaklenuta valenou klenbou a po stranách ji zdobí tři páry plochých výklenků, ovšem ve středních výklencích jsou ještě hlubší niky. Samotná kaple je centrála, kterou obklopuje v kruhu arkáda z osmi oblouků. Za oblouky je arkádová chodba, zaklenutá českými plackami, mezi nimiž jsou dělicí pásy valené klenby. Stěny v interiéru jsou hladké a nečleněné. Nad arkádami je prolomeno osm oken, která mají stejné rozměry jako přízemní arkády. Centrála je zaklenuta šestnáctidílnou klenbou, která je oddělena vysokou, bohatě profilovanou římsou, nesenou klasicistními konzolami. Uprostřed klenby je kříž. Podlaha je tvořena jemnou mozaikou z oblázků, která napodobuje motivy klenby s křížem uprostřed. Na západě se v ose kaple za arkádovou chodbou nachází malá sakristie, která má půdorys čtverce a je zaklenuta českou plackou.
Na západní straně kaple je oltář s kamennou sochou ukřižovaného Krista od Emanuela Maxe (1810–1901) z roku 1858, na kterém je vyryt nápis Em: Max, inv: et fec: Prag 1858. Kříž je zasazen do kamene, po kterém se plazí had, který v tlamě drží Adamovo jablko hříchu. Lavice nejsou původní součástí vybavení, v kapli se nacházejí od roku 2008. Mají gotické tvarosloví s fiálami, na čelní straně jsou dva erby (pravý představuje Sasko), které se vztahují k Žofii Sasko-Kobursko-Saalfeldské, a mezi nimi je trojúhelník jako symbol Nejsvětější Trojice s okem Prozřetelnosti uprostřed. Původně bylo v kapli 6 křesel, která nepřečkala 2. polovinu 20. století.

## Seznam pochovaných
V hrobce bylo pochováno třináct osob ze třech generací rodu.

### Chronologicky podle data úmrtí
V tabulce jsou uvedeny základní informace o pohřbených. Fialově jsou vyznačeni příslušníci rodu Mensdorff-Pouilly, žlutě jsou vyznačeny manželky z jiných rodů, pokud zde byly pohřbeny. Červeně jsou vyznačeni majitelé panství a později velkostatku Nečtiny. Generace jsou počítány od Alberta Louise (1731–1800), kterému byl ve Francii udělen hraběcí titul s přídomkem de Roussy a který za Velké francouzské revoluce opustil Francii. U manželek je generace v závorce a týká se generace manžela.
| Po-řadí | Gene-race | Jméno pohřbeného                       | Datum a místo narození                | Otec | Datum a místo sňatku, choť                                                                  | Pohřeb a uložení do hrobky                                                                                  | Poznámky |
| Po-řadí | Gene-race | Jméno pohřbeného                       | Datum a místo úmrtí                   | Matka | Datum a místo sňatku, choť                                                                  | Pohřeb a uložení do hrobky                                                                                  | Poznámky |
| ------- | --------- | -------------------------------------- | ------------------------------------- | --- | ------------------------------------------------------------------------------------------- | --- | --- |
| 1.      | (2.)      | Žofie Sasko-Kobursko-Saalfeldská       | 19. 8. 1778 Coburg                    | František Sasko-Kobursko-Saalfeldský 15. 7. 1750 Coburg – 9. 12. 1806 Coburg                                        | 23. 2. 1804 Coburg: Emanuel Mensdorff-Pouilly (č. 3)                                        | | Sestra Viktorie Sasko-Kobursko-Saalfeldské a Leopolda I. Belgického a teta královny Viktorie; nositelka velkokříže ruského Řádu sv. Kateřiny. Narodilo se jí 6 synů: - 1. Hugo Ferdinand (1806–1847; č. 2) - 2. Alfons Friedrich (1810–1894; č. 10) - 3. Alfréd Karel (1812–1814) - 4. Alexander Konstantin (1813–1871, pohřben v Dietrichsteinské hrobce v Mikulově) - Leopold Emanuel (1815–1821) - 6. Arthur August (1817–1904; č. 11)                                                                                |
| 1.      | (2.)      | Žofie Sasko-Kobursko-Saalfeldská       | 9. 7. 1835 Tušimice                   | Augusta Reuss Ebersdorf 19. 1. 1757 Saalburg-Ebersdorf – 16. 11. 1831 Coburg                                        | 23. 2. 1804 Coburg: Emanuel Mensdorff-Pouilly (č. 3)                                        | | Sestra Viktorie Sasko-Kobursko-Saalfeldské a Leopolda I. Belgického a teta královny Viktorie; nositelka velkokříže ruského Řádu sv. Kateřiny. Narodilo se jí 6 synů: - 1. Hugo Ferdinand (1806–1847; č. 2) - 2. Alfons Friedrich (1810–1894; č. 10) - 3. Alfréd Karel (1812–1814) - 4. Alexander Konstantin (1813–1871, pohřben v Dietrichsteinské hrobce v Mikulově) - Leopold Emanuel (1815–1821) - 6. Arthur August (1817–1904; č. 11)                                                                                |
| 2.      | 3.        | Hugo Ferdinand Mensdorff-Pouilly       | 24. 8. 1806 Coburg                    | Emanuel Mensdorff-Pouilly (č. 3)                                                                                    |                                                                                             | | Císařský komoří (1841), plukovník kyrysnického pluku č. 4, nositel velkokříže portugalského řádu sv. Benedikta z Avizu, komtur Sasko-ernestinského domácího řádu. |
| 2.      | 3.        | Hugo Ferdinand Mensdorff-Pouilly       | 21. 10. 1847 Gräfenberg               | Žofie Sasko-Kobursko-Saalfeldská (č. 1)                                                                             |                                                                                             | | Císařský komoří (1841), plukovník kyrysnického pluku č. 4, nositel velkokříže portugalského řádu sv. Benedikta z Avizu, komtur Sasko-ernestinského domácího řádu. |
| 3.      | 2.        | Emanuel Mensdorff-Pouilly              | 24. 1. 1777 Pouilly/Nancy             | Albert Louis Pouilly-Chaffour (č. x795) 13. 12. 1731 Pouilly – 14. 11. 1800 Miltenberg                              | 23. 2. 1804 Coburg: Žofie ze Sasko-Koburg-Saalfeldu (č. 1)                                  | | V roce 1839 získal inkolát v Čechách, koupil Nečtiny. |
| 3.      | 2.        | Emanuel Mensdorff-Pouilly              | 28. 6. 1852 Vídeň                     | Antoinetta Filipína z Custine 21. 8. 1746 Méty – 29. 3. 1800 Bayreuth                                               | 23. 2. 1804 Coburg: Žofie ze Sasko-Koburg-Saalfeldu (č. 1)                                  | | V roce 1839 získal inkolát v Čechách, koupil Nečtiny. |
| 4.      | 4.        | Antonie Mensdorff-Pouilly              | 8. 8. 1848 Boskovice                  | Alfons Friedrich Mensdorff-Pouilly (č. 10)                                                                          |                                                                                             | Pohřbena 10. 2. 1855.                                                                                       | Zemřela jako dítě ve věku 6 let. |
| 4.      | 4.        | Antonie Mensdorff-Pouilly              | 7. 2. 1855 Boskovice                  | Terezie z Dietrichstein-Proskau-Leslie (č. 5)                                                                       |                                                                                             | Pohřbena 10. 2. 1855.                                                                                       | Zemřela jako dítě ve věku 6 let. |
| 5.      | (3.)      | Terezie z Dietrichstein-Proskau-Leslie | 31. 8. 1823 Vídeň                     | František Xaver Josef z Dietrichstein-Proskau-Leslie 9. 7. 1774 Vídeň – 17. 7. 1850 Innsbruck                       | 23. 7. 1843 Vídeň: Alfons Friedrich Mensdorff-Pouilly (č. 10)                               | Poslední rozloučení se konalo 2. 1. 1857 v Boskovicích a poté byly ostatky převezeny do rodinné hrobky.     | Dáma Řádu hvězdového kříže (1848) a palácová dáma, dědička Boskovic. Narodily se jí 4 děti: - 1. Viktorie, provd. von Oberndorff (1844–1918) - 2. Žofie, provd. Kinská (1845–1909; pohřbena v hrobce Kinských v Budenicích) - 3. Antonie Marie Terezie (1848–1855; č. 4) - 4. Arthur Emanuel Hugo (1852–1862; č. 6) |
| 5.      | (3.)      | Terezie z Dietrichstein-Proskau-Leslie | 29. 12. 1856 Boskovice                | Rosa z Wallisu 8. 10. 1792 Vídeň – 27. 6. 1844 Vídeň                                                                | 23. 7. 1843 Vídeň: Alfons Friedrich Mensdorff-Pouilly (č. 10)                               | Poslední rozloučení se konalo 2. 1. 1857 v Boskovicích a poté byly ostatky převezeny do rodinné hrobky.     | Dáma Řádu hvězdového kříže (1848) a palácová dáma, dědička Boskovic. Narodily se jí 4 děti: - 1. Viktorie, provd. von Oberndorff (1844–1918) - 2. Žofie, provd. Kinská (1845–1909; pohřbena v hrobce Kinských v Budenicích) - 3. Antonie Marie Terezie (1848–1855; č. 4) - 4. Arthur Emanuel Hugo (1852–1862; č. 6) |
| 6.      | 4.        | Arthur Mensdorff-Pouilly               | 4. 5. 1852                            | Alfons Friedrich Mensdorff-Pouilly (č. 10)                                                                          |                                                                                             | Poslední rozloučení se konalo 20. 1. 1862 v Boskovicích, poté byly ostatky převezeny do rodinné hrobky.     | Zemřel jako dítě v 9 letech. |
| 6.      | 4.        | Arthur Mensdorff-Pouilly               | 16. 1. 1862 Boskovice                 | Terezie z Dietrichstein-Proskau-Leslie (č. 5)                                                                       |                                                                                             | Poslední rozloučení se konalo 20. 1. 1862 v Boskovicích, poté byly ostatky převezeny do rodinné hrobky.     | Zemřel jako dítě v 9 letech. |
| 7.      | 4.        | Terezie Mensdorff-Pouilly              | 12. 3. 1863                           | Alfons Friedrich Mensdorff-Pouilly (č. 10)                                                                          |                                                                                             | Poslední rozloučení se konalo 16. 1. 1867 v Boskovicích, do rodinné hrobky byla pohřbena o dva dny později. | Zemřela jako dítě ve věku 4 let. |
| 7.      | 4.        | Terezie Mensdorff-Pouilly              | 14. 1. 1867 Boskovice                 | Marie Terezie z Lambergu (č. 9)                                                                                     |                                                                                             | Poslední rozloučení se konalo 16. 1. 1867 v Boskovicích, do rodinné hrobky byla pohřbena o dva dny později. | Zemřela jako dítě ve věku 4 let. |
| 8.      | 4.        | Fridrich (Bedřich) Mensdorff-Pouilly   | 18. 1. nebo 19. 1. 1869 Boskovice (?) | Alfons Friedrich Mensdorff-Pouilly (č. 10)                                                                          |                                                                                             | | Zemřel jako dítě. |
| 8.      | 4.        | Fridrich (Bedřich) Mensdorff-Pouilly   | 17. 1. nebo 18. 1. 1872 Boskovice (?) | Marie Terezie z Lambergu (č. 9)                                                                                     |                                                                                             | | Zemřel jako dítě. |
| 9.      | (3.)      | Marie Terezie z Lambergu               | 3. 12. 1833 Moor                      | František Filip z Lambergu 30. 11. 1790 Prešpurk (Bratislava) – 28. 9. 1848 zavražděn na mostě mezi Budínem a Peští | 31. 5. 1862 Vídeň: Alfons Friedrich Mensdorff-Pouilly (č. 10)                               | V Boskovicích byla 4. 2. 1876 farářem vykropena a poté převezena do rodinné hrobky.                         | Dáma Řádu hvězdového kříže (1863) a palácová dáma. Narodily se jí 4 děti: - 1. Tereza (1863–1867; č. 7) - 2. Alfons Vladimír (1864–1935; č. 12) - 3. Emanuel (1866–1948; pohřben na hřbitově v Českém Šternberku) - 4. Bedřich (1869–1872; č. 8) |
| 9.      | (3.)      | Marie Terezie z Lambergu               | 1. 2. 1876 Boskovice                  | Karolína Hoyos 3. 5. 1811 Vídeň – 19. 4. 1875 Vídeň                                                                 | 31. 5. 1862 Vídeň: Alfons Friedrich Mensdorff-Pouilly (č. 10)                               | V Boskovicích byla 4. 2. 1876 farářem vykropena a poté převezena do rodinné hrobky.                         | Dáma Řádu hvězdového kříže (1863) a palácová dáma. Narodily se jí 4 děti: - 1. Tereza (1863–1867; č. 7) - 2. Alfons Vladimír (1864–1935; č. 12) - 3. Emanuel (1866–1948; pohřben na hřbitově v Českém Šternberku) - 4. Bedřich (1869–1872; č. 8) |
| 10.     | 3.        | Alfons Friedrich Mensdorff-Pouilly     | 25. 1. 1810 Coburg                    | Emanuel Mensdorff-Pouilly (č. 3)                                                                                    | 23. 7. 1843 Vídeň: Terezie z Dietrichstein-Proskau-Leslie (č. 5)                            | Pohřben 14. 12. 1894 v rodinné hrobce.                                                                      | Zakladatel hraběcí linie (bratr Alexander založil knížecí linii), císařský komoří (1841), c. k. tajný rada (1881), doživotní člen rakouské Panské sněmovny (od 1862), plukovník kyrysnického pluku č. 4 (1852), komtur Leopoldova řádu (1860), nositel velkokříže belgického Leopoldova řádu, velkokříže portugalského Kristova řádu, velkokříže saského Vojenského řádu sv. Jindřicha, majitel statků Nečtiny a Boskovice. Zbudoval rodinnou hrobku a přestavěl zámek v Nečtinách. Zemřel ve věku 84 let na zápal plic. |
| 10.     | 3.        | Alfons Friedrich Mensdorff-Pouilly     | 10. 12. 1894 Boskovice                | Žofie Sasko-Kobursko-Saalfeldská (č. 1)                                                                             | 31. 5. 1862 Vídeň: Marie Terezie z Lambergu (č. 9)                                          | Pohřben 14. 12. 1894 v rodinné hrobce.                                                                      | Zakladatel hraběcí linie (bratr Alexander založil knížecí linii), císařský komoří (1841), c. k. tajný rada (1881), doživotní člen rakouské Panské sněmovny (od 1862), plukovník kyrysnického pluku č. 4 (1852), komtur Leopoldova řádu (1860), nositel velkokříže belgického Leopoldova řádu, velkokříže portugalského Kristova řádu, velkokříže saského Vojenského řádu sv. Jindřicha, majitel statků Nečtiny a Boskovice. Zbudoval rodinnou hrobku a přestavěl zámek v Nečtinách. Zemřel ve věku 84 let na zápal plic. |
| 11.     | 3.        | Artur August Mensdorff-Pouilly         | 19. 8. 1817 Coburg                    | Emanuel Mensdorff-Pouilly (č. 3)                                                                                    | 25. 10. 1853 Benátky (rozvedeni 1882): Magdalena Kremzow 13. 11 . 1835 – 15. 4. 1899 Vídeň  | | Císařský komoří (1846), generálmajor (1877), rytíř Řádu železné koruny 3. třídy, rytíř Leopoldova řádu (s válečnou dekorací, 1866), nositel ruského Řádu sv. Stanislava 2. třídy (1853), komtur belgického Leopoldova řádu (1853), majitel statku Einöd b. Cilly. Jeho první manželka byla cirkusovou krasojezdkyní. |
| 11.     | 3.        | Artur August Mensdorff-Pouilly         | 23. 4. 1904 Velenje                   | Žofie Sasko-Kobursko-Saalfeldská (č. 1)                                                                             | 11. 12. 1902 Velenje: Bianka z Wickenburgu 6. 10. 1837 Štýrský Hradec – 19. 9. 1912 Velenje | | Císařský komoří (1846), generálmajor (1877), rytíř Řádu železné koruny 3. třídy, rytíř Leopoldova řádu (s válečnou dekorací, 1866), nositel ruského Řádu sv. Stanislava 2. třídy (1853), komtur belgického Leopoldova řádu (1853), majitel statku Einöd b. Cilly. Jeho první manželka byla cirkusovou krasojezdkyní. |
| 12.     | 4.        | Alfons Vladimír Mensdorff-Pouilly      | 16. 8. 1864 Boskovice                 | Alfons Friedrich Mensdorff-Pouilly (č. 10)                                                                          | 2. 9. 1890 Vídeň: Ida Marie z Paaru (č. 13)                                                 | Pohřben 25. 6. 1935.                                                                                        | Politik, císařský komoří (1888), c. k. tajný rada (1913), dědičný člen rakouské Panské sněmovny, čestný rytíř Maltézského řádu, majitel statků Nečtiny a Boskovice. Zemřel na rakovinu ledvin (hypernephroma). |
| 12.     | 4.        | Alfons Vladimír Mensdorff-Pouilly      | 20. 6. 1935 Brno                      | Marie Terezie z Lambergu (č. 9)                                                                                     | 2. 9. 1890 Vídeň: Ida Marie z Paaru (č. 13)                                                 | Pohřben 25. 6. 1935.                                                                                        | Politik, císařský komoří (1888), c. k. tajný rada (1913), dědičný člen rakouské Panské sněmovny, čestný rytíř Maltézského řádu, majitel statků Nečtiny a Boskovice. Zemřel na rakovinu ledvin (hypernephroma). |
| 13.     | (4.)      | Ida Marie z Paaru                      | 1. 3. 1867 Vídeň                      | Karel z Paaru 7. 7. 1834 Bechyně – 21. 4. 1917 Vídeň                                                                | 2. 9. 1890 Vídeň: Alfons Vladimír Mensdorff-Pouilly (č. 12)                                 | | Dáma Řádu hvězdového kříže (1890) a palácová dáma. Narodilo se jí 7 dětí: - 1. Alfons Karel (1891–1973; pohřben na hřbitově v Boskovicích) - 2. Gabrielle, provd. Khevenhüller-Metsch (1893–1972) - 3. Karl (1894–1981) - 4. Leopoldine, provd. Salm-Reifferscheidt-Raitz (1895–1980; pohřbena na hřbitově ve Vídni-Hietzingu) - 5. František (1897–1991) - 6. Eduard (1900–1966; č. x966) - 7. Sophia (1904–1998) |
| 13.     | (4.)      | Ida Marie z Paaru                      | 9. 8. 1945 Nečtiny                    | Leopoldina z Pallavicini 7. 10. 1845 Vídeň – 26. 10. 1928 Kardašova Řečice                                          | 2. 9. 1890 Vídeň: Alfons Vladimír Mensdorff-Pouilly (č. 12)                                 | | Dáma Řádu hvězdového kříže (1890) a palácová dáma. Narodilo se jí 7 dětí: - 1. Alfons Karel (1891–1973; pohřben na hřbitově v Boskovicích) - 2. Gabrielle, provd. Khevenhüller-Metsch (1893–1972) - 3. Karl (1894–1981) - 4. Leopoldine, provd. Salm-Reifferscheidt-Raitz (1895–1980; pohřbena na hřbitově ve Vídni-Hietzingu) - 5. František (1897–1991) - 6. Eduard (1900–1966; č. x966) - 7. Sophia (1904–1998) |

### Podle uložení
Sarkofágy s rakvemi jsou umístěny v arkádové chodbě, která obklopuje centrální prostoru kaple.
Zleva:
- 1. Žofie Sasko-Kobursko-Saalfeldská (Sophie von Sachsen-Coburg-Saalfeld; 19. 8. 1778 – 8. 7. 1835)
- 2. Emanuel Mensdorff-Pouilly (24. 1. 1777 – 28. 6. 1852)
- 3. Hugo Ferdinand Mensdorff-Pouilly (24. 8. 1806 – 21. 10. 1847)
- 4. Antonie Mensdorff-Pouilly (Antonia Maria Theresia Mensdorff-Pouilly; 8. 8. 1848 – 7. 2. 1855[11]
- 5. Artur Mensdorff-Pouilly (Arthur Emanuel Hugo Alexander Mensdorff-Pouilly; 4. 5. 1852 – 16. 3. 1862)
- společný sarkofág:
  - 6. Terezie Mensdorff-Pouilly (Therese Mensdorff-Pouilly; 12. 3. 1863 – 14. 1. 1867[15])
  - 7. Fridrich Mensdorff-Pouilly (Fredericus Mensdorff-Pouilly; 19. 1. 1869 – 18. 1.[12] nebo 19. 1. 1872)
- 8. Terezie z Dietrichstein-Proskau-Leslie (Theresia von Dietrichstein-Proskau-Leslie; 31. 8. 1823 – 29. 12. 1856)
- 9. Alfons Friedrich Mensdorff-Pouilly (Alphons Friedrich Ferdinand hrabě Mensdorff-Pouilly; 25. 1. 1810 – 10. 12. 1894)
- 10. Marie Terezie z Lambergu (Maria Theresia von Lamberg, 3. 12. 1833 – 1. 2. 1876)
- 11. Artur August Mensdorff-Pouilly (19. 8. 1817 – 23. 4. 1904)

Zprava:
- 12. Alfons Vladimír Mensdorff-Pouilly (Alfons Wladimir Franz Emanuel Rochus hrabě Mensdorff-Pouilly; 16. 8. 1864 – 20. 6. 1935)
- 13. Ida z Paaru (Ida Maria hraběnka Paarová; 1. 3. 1867 – 9. 8. 1945)

### Osoby připomenuté pouze na pamětních deskách
V hrobce jsou také zmíněny tři osoby, které zde ovšem nebyly pohřbeny. Pamětní desky, které je připomínají, jsou umístěny na chodbě v posledních nikách od vstupu, vlevo je bílá deska Alberta Louise Pouilly a vpravo černá deska Eduarda Marii Josepha Johannese Sarkandra a jeho ženy Giseldy Anny Mensdorff-Pouilly.
| Pořadí | Gene-race | Jméno pohřbeného                       | Datum a místo narození                           | Otec                                                                               | Datum a místo sňatku, choť                                                                                          | Pohřeb a uložení do hrobky | Poznámky |
| Pořadí | Gene-race | Jméno pohřbeného                       | Datum a místo úmrtí                              | Matka                                                                              | Datum a místo sňatku, choť                                                                                          | Pohřeb a uložení do hrobky | Poznámky |
| ------ | --------- | -------------------------------------- | ------------------------------------------------ | ---------------------------------------------------------------------------------- | --- | -------------------------- | --- |
| x795.  | 1.        | Albert Louis z Pouilly a Chauffouru    | 13. 12. 1731 Pouilly                             | Louis Josef z Pouilly a Chauffouru okolo 1702 – 2. 3. 1755 Carignan                | 2. 12. 1762 Inor: Marie-Henriette de Vassinhac d’Imecourt 20. 8. 1743 – 26. 12. 1768 Inor                           |                            | Generál královské armády, majitel jezdeckého pluku, rytíř Řádu sv. Ludvíka (1770), poslanec šlechty na zasedání generálních stavů (1789). Opustil Francii s bratry Ludvíka XVIII. Majitel statků Poury-St-Remy, Autrecourt, Escombes, Ste-Marie-sur-Semois. Otec Emanuela Mensdorff-Pouilly (č. 3).                                |
| x795.  | 1.        | Albert Louis z Pouilly a Chauffouru    | 29. 6. 1795 nebo 14. 11. 1800[zdroj?] Miltenberg | Luce Louise z Hézecques * 30. 10. 1711 zámek Lobut                                 | 3. 4. 1770 Roussy-le-Village (Moselle): Marie Antoinetta Filipína z Custine 21. 8. 1746 Méty – 29. 3. 1800 Bayreuth |                            | Generál královské armády, majitel jezdeckého pluku, rytíř Řádu sv. Ludvíka (1770), poslanec šlechty na zasedání generálních stavů (1789). Opustil Francii s bratry Ludvíka XVIII. Majitel statků Poury-St-Remy, Autrecourt, Escombes, Ste-Marie-sur-Semois. Otec Emanuela Mensdorff-Pouilly (č. 3).                                |
| x966.  | 5.        | Eduard Mensdorff-Pouilly               | 25. 3. 1900 Boskovice                            | Alfons Vladimír Mensdorff-Pouilly (č. 12)                                          | 23. 2. 1922 Staatz: Giselda Collalto et San Salvatore (č. x983)                                                     |                            | |
| x966.  | 5.        | Eduard Mensdorff-Pouilly               | 11. 4. 1966 Greillenstein                        | Ida Marie z Paaru (č. 13)                                                          | 23. 2. 1922 Staatz: Giselda Collalto et San Salvatore (č. x983)                                                     |                            | |
| x983.  | (5.)      | Giselda Anna Collalto et San Salvatore | 21. 9. 1902 Teschendorf                          | Manfred Collalto et San Salvatore 18. 1. 1870 San Salvatore – 22. 7. 1940 Uherčice | 23. 2. 1922 Staatz: Eduard Mensdorff-Pouilly (č. x966)                                                              |                            | Narodily se jí následující děti: - 1. Leopoldine, provd. Wiedersperger von Wiedersperg (1923–?) - 2. Alexander (1924–2009) - 3. Gabriele, provd. von Kuefstein (1926–2010) - 4. Anna-Polixena, provd. von Thadden (1927–2015) - 5. Maria Aloysia, provd. von Schoenaich-Carolath (1928–?) - 6. Johanna, provd. von Kempis (1932–?) |
| x983.  | (5.)      | Giselda Anna Collalto et San Salvatore | 27. 11. 1983 Horn                                | Thekla z Ysenburg-Büdingenu 16. 10. 1878 Büdingen – 22. 2. 1950 Mistelbach         | 23. 2. 1922 Staatz: Eduard Mensdorff-Pouilly (č. x966)                                                              |                            | Narodily se jí následující děti: - 1. Leopoldine, provd. Wiedersperger von Wiedersperg (1923–?) - 2. Alexander (1924–2009) - 3. Gabriele, provd. von Kuefstein (1926–2010) - 4. Anna-Polixena, provd. von Thadden (1927–2015) - 5. Maria Aloysia, provd. von Schoenaich-Carolath (1928–?) - 6. Johanna, provd. von Kempis (1932–?) |

### Příbuzenské vztahy pohřbených
Následující schéma znázorňuje příbuzenské vztahy. Červeně orámovaní byli pohřbeni v hrobce, arabské číslice odpovídají pořadí úmrtí podle předchozích tabulek. Římské číslice představují pořadí manželky nebo manžela, pokud někdo vstoupil do manželství více než jednou. Zeleně jsou orámované osoby připomenuté na pamětních deskách. Modře je orámován belgický král Leopold I. Belgický (vládl 1831–1865) a britská královna Viktorie (vládla 1837–1901, od roku 1876 také indická císařovna). Tučně jsou zvýrazněni restituenti zámku Boskovice (1992–1993). Vzhledem k účelu schématu se nejedná o kompletní rodokmen.
| x795. Albert Louis z Pouilly a Chauffouru 1731–1795 (1800) | x795. Albert Louis z Pouilly a Chauffouru 1731–1795 (1800) | x795. Albert Louis z Pouilly a Chauffouru 1731–1795 (1800) | x795. Albert Louis z Pouilly a Chauffouru 1731–1795 (1800) | x795. Albert Louis z Pouilly a Chauffouru 1731–1795 (1800) | x795. Albert Louis z Pouilly a Chauffouru 1731–1795 (1800) |                                        |                                        | II. Antoinetta Filipína z Custine 1746–1800               | II. Antoinetta Filipína z Custine 1746–1800               | II. Antoinetta Filipína z Custine 1746–1800               | II. Antoinetta Filipína z Custine 1746–1800               | II. Antoinetta Filipína z Custine 1746–1800               | II. Antoinetta Filipína z Custine 1746–1800               |                                               |                                               |                                                       |                                                       |                                                       |                                                       |                                                       |                                                       |                                |                                |                                                        |                                                        |                                                        |                                                        |                                                        |                                                        |                                          |                                          | František Sasko-Kobursko-Saalfeldský 1750–1806                        | František Sasko-Kobursko-Saalfeldský 1750–1806                        | František Sasko-Kobursko-Saalfeldský 1750–1806                        | František Sasko-Kobursko-Saalfeldský 1750–1806                        | František Sasko-Kobursko-Saalfeldský 1750–1806                        | František Sasko-Kobursko-Saalfeldský 1750–1806                        |                                        |                                        | Augusta Reuss zu Ebersdorf 1757–1831                 | Augusta Reuss zu Ebersdorf 1757–1831                 | Augusta Reuss zu Ebersdorf 1757–1831                 | Augusta Reuss zu Ebersdorf 1757–1831                 | Augusta Reuss zu Ebersdorf 1757–1831                             | Augusta Reuss zu Ebersdorf 1757–1831                             |                                                                  |                                                                  |                                                                  |                                                                  |                                          |                                          |                                          |                                          |                                 |                                 |                                                              |                                                              |                                                              |                                                              |                                                              |                                                              |                                        |                                        |                                             |                                             |                                             |                                             |                                                      |                                                      |                                                      |                                                      |                                                      |                                                      |                                      |                                      |                                                         |                                                         |                                                         |                                                         |                                                         |                                                         |                                           |                                           |                                           |                                           |  |  |
| x795. Albert Louis z Pouilly a Chauffouru 1731–1795 (1800) | x795. Albert Louis z Pouilly a Chauffouru 1731–1795 (1800) | x795. Albert Louis z Pouilly a Chauffouru 1731–1795 (1800) | x795. Albert Louis z Pouilly a Chauffouru 1731–1795 (1800) | x795. Albert Louis z Pouilly a Chauffouru 1731–1795 (1800) | x795. Albert Louis z Pouilly a Chauffouru 1731–1795 (1800) |                                        |                                        | II. Antoinetta Filipína z Custine 1746–1800               | II. Antoinetta Filipína z Custine 1746–1800               | II. Antoinetta Filipína z Custine 1746–1800               | II. Antoinetta Filipína z Custine 1746–1800               | II. Antoinetta Filipína z Custine 1746–1800               | II. Antoinetta Filipína z Custine 1746–1800               |                                               |                                               |                                                       |                                                       |                                                       |                                                       |                                                       |                                                       |                                |                                |                                                        |                                                        |                                                        |                                                        |                                                        |                                                        |                                          |                                          | František Sasko-Kobursko-Saalfeldský 1750–1806                        | František Sasko-Kobursko-Saalfeldský 1750–1806                        | František Sasko-Kobursko-Saalfeldský 1750–1806                        | František Sasko-Kobursko-Saalfeldský 1750–1806                        | František Sasko-Kobursko-Saalfeldský 1750–1806                        | František Sasko-Kobursko-Saalfeldský 1750–1806                        |                                        |                                        | Augusta Reuss zu Ebersdorf 1757–1831                 | Augusta Reuss zu Ebersdorf 1757–1831                 | Augusta Reuss zu Ebersdorf 1757–1831                 | Augusta Reuss zu Ebersdorf 1757–1831                 | Augusta Reuss zu Ebersdorf 1757–1831                             | Augusta Reuss zu Ebersdorf 1757–1831                             |                                                                  |                                                                  |                                                                  |                                                                  |                                          |                                          |                                          |                                          |                                 |                                 |                                                              |                                                              |                                                              |                                                              |                                                              |                                                              |                                        |                                        |                                             |                                             |                                             |                                             |                                                      |                                                      |                                                      |                                                      |                                                      |                                                      |                                      |                                      |                                                         |                                                         |                                                         |                                                         |                                                         |                                                         |                                           |                                           |                                           |                                           |  |  |
|                                                            |                                                            |                                                            |                                                            |                                                            |                                                            |                                        |                                        |                                                           |                                                           |                                                           |                                                           |                                                           |                                                           |                                               |                                               |                                                       |                                                       |                                                       |                                                       |                                                       |                                                       |                                |                                |                                                        |                                                        |                                                        |                                                        |                                                        |                                                        |                                          |                                          |                                                                       |                                                                       |                                                                       |                                                                       |                                                                       |                                                                       |                                        |                                        |                                                      |                                                      |                                                      |                                                      |                                                                  |                                                                  |                                                                  |                                                                  |                                                                  |                                                                  |                                          |                                          |                                          |                                          |                                 |                                 |                                                              |                                                              |                                                              |                                                              |                                                              |                                                              |                                        |                                        |                                             |                                             |                                             |                                             |                                                      |                                                      |                                                      |                                                      |                                                      |                                                      |                                      |                                      |                                                         |                                                         |                                                         |                                                         |                                                         |                                                         |                                           |                                           |                                           |                                           |  |  |
|                                                            |                                                            |                                                            |                                                            |                                                            |                                                            |                                        |                                        |                                                           |                                                           |                                                           |                                                           |                                                           |                                                           |                                               |                                               |                                                       |                                                       |                                                       |                                                       |                                                       |                                                       |                                |                                |                                                        |                                                        |                                                        |                                                        |                                                        |                                                        |                                          |                                          |                                                                       |                                                                       |                                                                       |                                                                       |                                                                       |                                                                       |                                        |                                        |                                                      |                                                      |                                                      |                                                      |                                                                  |                                                                  |                                                                  |                                                                  |                                                                  |                                                                  |                                          |                                          |                                          |                                          |                                 |                                 |                                                              |                                                              |                                                              |                                                              |                                                              |                                                              |                                        |                                        |                                             |                                             |                                             |                                             |                                                      |                                                      |                                                      |                                                      |                                                      |                                                      |                                      |                                      |                                                         |                                                         |                                                         |                                                         |                                                         |                                                         |                                           |                                           |                                           |                                           |  |  |
|                                                            |                                                            |                                                            |                                                            | 3. Emanuel Mensdorff-Pouilly 1777–1852                     | 3. Emanuel Mensdorff-Pouilly 1777–1852                     | 3. Emanuel Mensdorff-Pouilly 1777–1852 | 3. Emanuel Mensdorff-Pouilly 1777–1852 | 3. Emanuel Mensdorff-Pouilly 1777–1852                    | 3. Emanuel Mensdorff-Pouilly 1777–1852                    |                                                           |                                                           | 1. Žofie Sasko-Kobursko-Saalfeldská 1778–1835             | 1. Žofie Sasko-Kobursko-Saalfeldská 1778–1835             | 1. Žofie Sasko-Kobursko-Saalfeldská 1778–1835 | 1. Žofie Sasko-Kobursko-Saalfeldská 1778–1835 | 1. Žofie Sasko-Kobursko-Saalfeldská 1778–1835         | 1. Žofie Sasko-Kobursko-Saalfeldská 1778–1835         |                                                       |                                                       |                                                       |                                                       |                                |                                |                                                        |                                                        |                                                        |                                                        | I. Šarlota Augusta Hannoverská 1796–1817               | I. Šarlota Augusta Hannoverská 1796–1817               | I. Šarlota Augusta Hannoverská 1796–1817 | I. Šarlota Augusta Hannoverská 1796–1817 | I. Šarlota Augusta Hannoverská 1796–1817                              | I. Šarlota Augusta Hannoverská 1796–1817                              |                                                                       |                                                                       | Leopold I. Belgický 1790–1865                                         | Leopold I. Belgický 1790–1865                                         | Leopold I. Belgický 1790–1865          | Leopold I. Belgický 1790–1865          | Leopold I. Belgický 1790–1865                        | Leopold I. Belgický 1790–1865                        |                                                      |                                                      | II. Luisa Marie Orléanská 1812–1850                              | II. Luisa Marie Orléanská 1812–1850                              | II. Luisa Marie Orléanská 1812–1850                              | II. Luisa Marie Orléanská 1812–1850                              | II. Luisa Marie Orléanská 1812–1850                              | II. Luisa Marie Orléanská 1812–1850                              |                                          |                                          |                                          |                                          |                                 |                                 |                                                              |                                                              |                                                              |                                                              | I. Emich Karel z Leiningenu 1763–1814                        | I. Emich Karel z Leiningenu 1763–1814                        | I. Emich Karel z Leiningenu 1763–1814  | I. Emich Karel z Leiningenu 1763–1814  | I. Emich Karel z Leiningenu 1763–1814       | I. Emich Karel z Leiningenu 1763–1814       |                                             |                                             | Viktorie Sasko-Kobursko-Saalfeldská 1786–1861        | Viktorie Sasko-Kobursko-Saalfeldská 1786–1861        | Viktorie Sasko-Kobursko-Saalfeldská 1786–1861        | Viktorie Sasko-Kobursko-Saalfeldská 1786–1861        | Viktorie Sasko-Kobursko-Saalfeldská 1786–1861        | Viktorie Sasko-Kobursko-Saalfeldská 1786–1861        |                                      |                                      | II. Eduard August Hannoverský 1767–1820                 | II. Eduard August Hannoverský 1767–1820                 | II. Eduard August Hannoverský 1767–1820                 | II. Eduard August Hannoverský 1767–1820                 | II. Eduard August Hannoverský 1767–1820                 | II. Eduard August Hannoverský 1767–1820                 |                                           |                                           |                                           |                                           |  |  |
|                                                            |                                                            |                                                            |                                                            | 3. Emanuel Mensdorff-Pouilly 1777–1852                     | 3. Emanuel Mensdorff-Pouilly 1777–1852                     | 3. Emanuel Mensdorff-Pouilly 1777–1852 | 3. Emanuel Mensdorff-Pouilly 1777–1852 | 3. Emanuel Mensdorff-Pouilly 1777–1852                    | 3. Emanuel Mensdorff-Pouilly 1777–1852                    |                                                           |                                                           | 1. Žofie Sasko-Kobursko-Saalfeldská 1778–1835             | 1. Žofie Sasko-Kobursko-Saalfeldská 1778–1835             | 1. Žofie Sasko-Kobursko-Saalfeldská 1778–1835 | 1. Žofie Sasko-Kobursko-Saalfeldská 1778–1835 | 1. Žofie Sasko-Kobursko-Saalfeldská 1778–1835         | 1. Žofie Sasko-Kobursko-Saalfeldská 1778–1835         |                                                       |                                                       |                                                       |                                                       |                                |                                |                                                        |                                                        |                                                        |                                                        | I. Šarlota Augusta Hannoverská 1796–1817               | I. Šarlota Augusta Hannoverská 1796–1817               | I. Šarlota Augusta Hannoverská 1796–1817 | I. Šarlota Augusta Hannoverská 1796–1817 | I. Šarlota Augusta Hannoverská 1796–1817                              | I. Šarlota Augusta Hannoverská 1796–1817                              |                                                                       |                                                                       | Leopold I. Belgický 1790–1865                                         | Leopold I. Belgický 1790–1865                                         | Leopold I. Belgický 1790–1865          | Leopold I. Belgický 1790–1865          | Leopold I. Belgický 1790–1865                        | Leopold I. Belgický 1790–1865                        |                                                      |                                                      | II. Luisa Marie Orléanská 1812–1850                              | II. Luisa Marie Orléanská 1812–1850                              | II. Luisa Marie Orléanská 1812–1850                              | II. Luisa Marie Orléanská 1812–1850                              | II. Luisa Marie Orléanská 1812–1850                              | II. Luisa Marie Orléanská 1812–1850                              |                                          |                                          |                                          |                                          |                                 |                                 |                                                              |                                                              |                                                              |                                                              | I. Emich Karel z Leiningenu 1763–1814                        | I. Emich Karel z Leiningenu 1763–1814                        | I. Emich Karel z Leiningenu 1763–1814  | I. Emich Karel z Leiningenu 1763–1814  | I. Emich Karel z Leiningenu 1763–1814       | I. Emich Karel z Leiningenu 1763–1814       |                                             |                                             | Viktorie Sasko-Kobursko-Saalfeldská 1786–1861        | Viktorie Sasko-Kobursko-Saalfeldská 1786–1861        | Viktorie Sasko-Kobursko-Saalfeldská 1786–1861        | Viktorie Sasko-Kobursko-Saalfeldská 1786–1861        | Viktorie Sasko-Kobursko-Saalfeldská 1786–1861        | Viktorie Sasko-Kobursko-Saalfeldská 1786–1861        |                                      |                                      | II. Eduard August Hannoverský 1767–1820                 | II. Eduard August Hannoverský 1767–1820                 | II. Eduard August Hannoverský 1767–1820                 | II. Eduard August Hannoverský 1767–1820                 | II. Eduard August Hannoverský 1767–1820                 | II. Eduard August Hannoverský 1767–1820                 |                                           |                                           |                                           |                                           |  |  |
|                                                            |                                                            |                                                            |                                                            |                                                            |                                                            |                                        |                                        |                                                           |                                                           |                                                           |                                                           |                                                           |                                                           |                                               |                                               |                                                       |                                                       |                                                       |                                                       |                                                       |                                                       |                                |                                |                                                        |                                                        |                                                        |                                                        |                                                        |                                                        |                                          |                                          |                                                                       |                                                                       |                                                                       |                                                                       |                                                                       |                                                                       |                                        |                                        |                                                      |                                                      |                                                      |                                                      |                                                                  |                                                                  |                                                                  |                                                                  |                                                                  |                                                                  |                                          |                                          |                                          |                                          |                                 |                                 |                                                              |                                                              |                                                              |                                                              |                                                              |                                                              |                                        |                                        |                                             |                                             |                                             |                                             |                                                      |                                                      |                                                      |                                                      |                                                      |                                                      |                                      |                                      |                                                         |                                                         |                                                         |                                                         |                                                         |                                                         |                                           |                                           |                                           |                                           |  |  |
|                                                            |                                                            |                                                            |                                                            |                                                            |                                                            |                                        |                                        |                                                           |                                                           |                                                           |                                                           |                                                           |                                                           |                                               |                                               |                                                       |                                                       |                                                       |                                                       |                                                       |                                                       |                                |                                |                                                        |                                                        |                                                        |                                                        |                                                        |                                                        |                                          |                                          |                                                                       |                                                                       |                                                                       |                                                                       |                                                                       |                                                                       |                                        |                                        |                                                      |                                                      |                                                      |                                                      |                                                                  |                                                                  |                                                                  |                                                                  |                                                                  |                                                                  |                                          |                                          |                                          |                                          |                                 |                                 |                                                              |                                                              |                                                              |                                                              |                                                              |                                                              |                                        |                                        |                                             |                                             |                                             |                                             |                                                      |                                                      |                                                      |                                                      |                                                      |                                                      |                                      |                                      |                                                         |                                                         |                                                         |                                                         |                                                         |                                                         |                                           |                                           |                                           |                                           |  |  |
| 2. Hugo Ferdinand Mensdorff-Pouilly 1806–1847              | 2. Hugo Ferdinand Mensdorff-Pouilly 1806–1847              | 2. Hugo Ferdinand Mensdorff-Pouilly 1806–1847              | 2. Hugo Ferdinand Mensdorff-Pouilly 1806–1847              | 2. Hugo Ferdinand Mensdorff-Pouilly 1806–1847              | 2. Hugo Ferdinand Mensdorff-Pouilly 1806–1847              |                                        |                                        | Alexandr Mensdorff-Pouilly 1813–1871 MLADŠÍ KNÍŽECÍ VĚTEV | Alexandr Mensdorff-Pouilly 1813–1871 MLADŠÍ KNÍŽECÍ VĚTEV | Alexandr Mensdorff-Pouilly 1813–1871 MLADŠÍ KNÍŽECÍ VĚTEV | Alexandr Mensdorff-Pouilly 1813–1871 MLADŠÍ KNÍŽECÍ VĚTEV | Alexandr Mensdorff-Pouilly 1813–1871 MLADŠÍ KNÍŽECÍ VĚTEV | Alexandr Mensdorff-Pouilly 1813–1871 MLADŠÍ KNÍŽECÍ VĚTEV |                                               |                                               | Alexandrina Dietrichstein-Mensdorff-Pouilly 1824–1906 | Alexandrina Dietrichstein-Mensdorff-Pouilly 1824–1906 | Alexandrina Dietrichstein-Mensdorff-Pouilly 1824–1906 | Alexandrina Dietrichstein-Mensdorff-Pouilly 1824–1906 | Alexandrina Dietrichstein-Mensdorff-Pouilly 1824–1906 | Alexandrina Dietrichstein-Mensdorff-Pouilly 1824–1906 |                                |                                | 5. I. Terezie z Dietrichstein-Proskau-Leslie 1823–1856 | 5. I. Terezie z Dietrichstein-Proskau-Leslie 1823–1856 | 5. I. Terezie z Dietrichstein-Proskau-Leslie 1823–1856 | 5. I. Terezie z Dietrichstein-Proskau-Leslie 1823–1856 | 5. I. Terezie z Dietrichstein-Proskau-Leslie 1823–1856 | 5. I. Terezie z Dietrichstein-Proskau-Leslie 1823–1856 |                                          |                                          | 10. Alfons Friedrich Mensdorff-Pouilly 1810–1894 STARŠÍ HRABĚCÍ VĚTEV | 10. Alfons Friedrich Mensdorff-Pouilly 1810–1894 STARŠÍ HRABĚCÍ VĚTEV | 10. Alfons Friedrich Mensdorff-Pouilly 1810–1894 STARŠÍ HRABĚCÍ VĚTEV | 10. Alfons Friedrich Mensdorff-Pouilly 1810–1894 STARŠÍ HRABĚCÍ VĚTEV | 10. Alfons Friedrich Mensdorff-Pouilly 1810–1894 STARŠÍ HRABĚCÍ VĚTEV | 10. Alfons Friedrich Mensdorff-Pouilly 1810–1894 STARŠÍ HRABĚCÍ VĚTEV |                                        |                                        | 9. II. Marie Terezie z Lambergu 1833–1876            | 9. II. Marie Terezie z Lambergu 1833–1876            | 9. II. Marie Terezie z Lambergu 1833–1876            | 9. II. Marie Terezie z Lambergu 1833–1876            | 9. II. Marie Terezie z Lambergu 1833–1876                        | 9. II. Marie Terezie z Lambergu 1833–1876                        |                                                                  |                                                                  | I. Magdalena Kremzow 1835–1899                                   | I. Magdalena Kremzow 1835–1899                                   | I. Magdalena Kremzow 1835–1899           | I. Magdalena Kremzow 1835–1899           | I. Magdalena Kremzow 1835–1899           | I. Magdalena Kremzow 1835–1899           |                                 |                                 | 11. Artur August Mensdorff-Pouilly 1817–1904                 | 11. Artur August Mensdorff-Pouilly 1817–1904                 | 11. Artur August Mensdorff-Pouilly 1817–1904                 | 11. Artur August Mensdorff-Pouilly 1817–1904                 | 11. Artur August Mensdorff-Pouilly 1817–1904                 | 11. Artur August Mensdorff-Pouilly 1817–1904                 |                                        |                                        | II. Bianka z Wickenburgu 1837–1912          | II. Bianka z Wickenburgu 1837–1912          | II. Bianka z Wickenburgu 1837–1912          | II. Bianka z Wickenburgu 1837–1912          | II. Bianka z Wickenburgu 1837–1912                   | II. Bianka z Wickenburgu 1837–1912                   |                                                      |                                                      | Viktorie Britská 1819–1901                           | Viktorie Britská 1819–1901                           | Viktorie Britská 1819–1901           | Viktorie Britská 1819–1901           | Viktorie Britská 1819–1901                              | Viktorie Britská 1819–1901                              |                                                         |                                                         | Albert Sasko-Kobursko-Gothajský 1819–1861               | Albert Sasko-Kobursko-Gothajský 1819–1861               | Albert Sasko-Kobursko-Gothajský 1819–1861 | Albert Sasko-Kobursko-Gothajský 1819–1861 | Albert Sasko-Kobursko-Gothajský 1819–1861 | Albert Sasko-Kobursko-Gothajský 1819–1861 |  |  |
| 2. Hugo Ferdinand Mensdorff-Pouilly 1806–1847              | 2. Hugo Ferdinand Mensdorff-Pouilly 1806–1847              | 2. Hugo Ferdinand Mensdorff-Pouilly 1806–1847              | 2. Hugo Ferdinand Mensdorff-Pouilly 1806–1847              | 2. Hugo Ferdinand Mensdorff-Pouilly 1806–1847              | 2. Hugo Ferdinand Mensdorff-Pouilly 1806–1847              |                                        |                                        | Alexandr Mensdorff-Pouilly 1813–1871 MLADŠÍ KNÍŽECÍ VĚTEV | Alexandr Mensdorff-Pouilly 1813–1871 MLADŠÍ KNÍŽECÍ VĚTEV | Alexandr Mensdorff-Pouilly 1813–1871 MLADŠÍ KNÍŽECÍ VĚTEV | Alexandr Mensdorff-Pouilly 1813–1871 MLADŠÍ KNÍŽECÍ VĚTEV | Alexandr Mensdorff-Pouilly 1813–1871 MLADŠÍ KNÍŽECÍ VĚTEV | Alexandr Mensdorff-Pouilly 1813–1871 MLADŠÍ KNÍŽECÍ VĚTEV |                                               |                                               | Alexandrina Dietrichstein-Mensdorff-Pouilly 1824–1906 | Alexandrina Dietrichstein-Mensdorff-Pouilly 1824–1906 | Alexandrina Dietrichstein-Mensdorff-Pouilly 1824–1906 | Alexandrina Dietrichstein-Mensdorff-Pouilly 1824–1906 | Alexandrina Dietrichstein-Mensdorff-Pouilly 1824–1906 | Alexandrina Dietrichstein-Mensdorff-Pouilly 1824–1906 |                                |                                | 5. I. Terezie z Dietrichstein-Proskau-Leslie 1823–1856 | 5. I. Terezie z Dietrichstein-Proskau-Leslie 1823–1856 | 5. I. Terezie z Dietrichstein-Proskau-Leslie 1823–1856 | 5. I. Terezie z Dietrichstein-Proskau-Leslie 1823–1856 | 5. I. Terezie z Dietrichstein-Proskau-Leslie 1823–1856 | 5. I. Terezie z Dietrichstein-Proskau-Leslie 1823–1856 |                                          |                                          | 10. Alfons Friedrich Mensdorff-Pouilly 1810–1894 STARŠÍ HRABĚCÍ VĚTEV | 10. Alfons Friedrich Mensdorff-Pouilly 1810–1894 STARŠÍ HRABĚCÍ VĚTEV | 10. Alfons Friedrich Mensdorff-Pouilly 1810–1894 STARŠÍ HRABĚCÍ VĚTEV | 10. Alfons Friedrich Mensdorff-Pouilly 1810–1894 STARŠÍ HRABĚCÍ VĚTEV | 10. Alfons Friedrich Mensdorff-Pouilly 1810–1894 STARŠÍ HRABĚCÍ VĚTEV | 10. Alfons Friedrich Mensdorff-Pouilly 1810–1894 STARŠÍ HRABĚCÍ VĚTEV |                                        |                                        | 9. II. Marie Terezie z Lambergu 1833–1876            | 9. II. Marie Terezie z Lambergu 1833–1876            | 9. II. Marie Terezie z Lambergu 1833–1876            | 9. II. Marie Terezie z Lambergu 1833–1876            | 9. II. Marie Terezie z Lambergu 1833–1876                        | 9. II. Marie Terezie z Lambergu 1833–1876                        |                                                                  |                                                                  | I. Magdalena Kremzow 1835–1899                                   | I. Magdalena Kremzow 1835–1899                                   | I. Magdalena Kremzow 1835–1899           | I. Magdalena Kremzow 1835–1899           | I. Magdalena Kremzow 1835–1899           | I. Magdalena Kremzow 1835–1899           |                                 |                                 | 11. Artur August Mensdorff-Pouilly 1817–1904                 | 11. Artur August Mensdorff-Pouilly 1817–1904                 | 11. Artur August Mensdorff-Pouilly 1817–1904                 | 11. Artur August Mensdorff-Pouilly 1817–1904                 | 11. Artur August Mensdorff-Pouilly 1817–1904                 | 11. Artur August Mensdorff-Pouilly 1817–1904                 |                                        |                                        | II. Bianka z Wickenburgu 1837–1912          | II. Bianka z Wickenburgu 1837–1912          | II. Bianka z Wickenburgu 1837–1912          | II. Bianka z Wickenburgu 1837–1912          | II. Bianka z Wickenburgu 1837–1912                   | II. Bianka z Wickenburgu 1837–1912                   |                                                      |                                                      | Viktorie Britská 1819–1901                           | Viktorie Britská 1819–1901                           | Viktorie Britská 1819–1901           | Viktorie Britská 1819–1901           | Viktorie Britská 1819–1901                              | Viktorie Britská 1819–1901                              |                                                         |                                                         | Albert Sasko-Kobursko-Gothajský 1819–1861               | Albert Sasko-Kobursko-Gothajský 1819–1861               | Albert Sasko-Kobursko-Gothajský 1819–1861 | Albert Sasko-Kobursko-Gothajský 1819–1861 | Albert Sasko-Kobursko-Gothajský 1819–1861 | Albert Sasko-Kobursko-Gothajský 1819–1861 |  |  |
|                                                            |                                                            |                                                            |                                                            |                                                            |                                                            |                                        |                                        |                                                           |                                                           |                                                           |                                                           |                                                           |                                                           |                                               |                                               |                                                       |                                                       |                                                       |                                                       |                                                       |                                                       |                                |                                |                                                        |                                                        |                                                        |                                                        |                                                        |                                                        |                                          |                                          |                                                                       |                                                                       |                                                                       |                                                                       |                                                                       |                                                                       |                                        |                                        |                                                      |                                                      |                                                      |                                                      |                                                                  |                                                                  |                                                                  |                                                                  |                                                                  |                                                                  |                                          |                                          |                                          |                                          |                                 |                                 |                                                              |                                                              |                                                              |                                                              |                                                              |                                                              |                                        |                                        |                                             |                                             |                                             |                                             |                                                      |                                                      |                                                      |                                                      |                                                      |                                                      |                                      |                                      |                                                         |                                                         |                                                         |                                                         |                                                         |                                                         |                                           |                                           |                                           |                                           |  |  |
|                                                            |                                                            |                                                            |                                                            |                                                            |                                                            |                                        |                                        |                                                           |                                                           |                                                           |                                                           |                                                           |                                                           |                                               |                                               |                                                       |                                                       |                                                       |                                                       |                                                       |                                                       |                                |                                |                                                        |                                                        |                                                        |                                                        |                                                        |                                                        |                                          |                                          |                                                                       |                                                                       |                                                                       |                                                                       |                                                                       |                                                                       |                                        |                                        |                                                      |                                                      |                                                      |                                                      |                                                                  |                                                                  |                                                                  |                                                                  |                                                                  |                                                                  |                                          |                                          |                                          |                                          |                                 |                                 |                                                              |                                                              |                                                              |                                                              |                                                              |                                                              |                                        |                                        |                                             |                                             |                                             |                                             |                                                      |                                                      |                                                      |                                                      |                                                      |                                                      |                                      |                                      |                                                         |                                                         |                                                         |                                                         |                                                         |                                                         |                                           |                                           |                                           |                                           |  |  |
|                                                            |                                                            |                                                            |                                                            | 4. Antonie Mensdorff-Pouilly 1848–1855                     | 4. Antonie Mensdorff-Pouilly 1848–1855                     | 4. Antonie Mensdorff-Pouilly 1848–1855 | 4. Antonie Mensdorff-Pouilly 1848–1855 | 4. Antonie Mensdorff-Pouilly 1848–1855                    | 4. Antonie Mensdorff-Pouilly 1848–1855                    |                                                           |                                                           | 6. Arthur Mensdorff-Pouilly 1852–1862                     | 6. Arthur Mensdorff-Pouilly 1852–1862                     | 6. Arthur Mensdorff-Pouilly 1852–1862         | 6. Arthur Mensdorff-Pouilly 1852–1862         | 6. Arthur Mensdorff-Pouilly 1852–1862                 | 6. Arthur Mensdorff-Pouilly 1852–1862                 |                                                       |                                                       | Bedřich Karel Kinský 1834–1899                        | Bedřich Karel Kinský 1834–1899                        | Bedřich Karel Kinský 1834–1899 | Bedřich Karel Kinský 1834–1899 | Bedřich Karel Kinský 1834–1899                         | Bedřich Karel Kinský 1834–1899                         |                                                        |                                                        | Žofie Mensdorff-Pouilly 1845–1909                      | Žofie Mensdorff-Pouilly 1845–1909                      | Žofie Mensdorff-Pouilly 1845–1909        | Žofie Mensdorff-Pouilly 1845–1909        | Žofie Mensdorff-Pouilly 1845–1909                                     | Žofie Mensdorff-Pouilly 1845–1909                                     |                                                                       |                                                                       | 7. Terezie Mensdorff-Pouilly 1863–1867                                | 7. Terezie Mensdorff-Pouilly 1863–1867                                | 7. Terezie Mensdorff-Pouilly 1863–1867 | 7. Terezie Mensdorff-Pouilly 1863–1867 | 7. Terezie Mensdorff-Pouilly 1863–1867               | 7. Terezie Mensdorff-Pouilly 1863–1867               |                                                      |                                                      | 12. Alfons Vladimír Mensdorff-Pouilly 1864–1935 BOSKOVICKÁ LINIE | 12. Alfons Vladimír Mensdorff-Pouilly 1864–1935 BOSKOVICKÁ LINIE | 12. Alfons Vladimír Mensdorff-Pouilly 1864–1935 BOSKOVICKÁ LINIE | 12. Alfons Vladimír Mensdorff-Pouilly 1864–1935 BOSKOVICKÁ LINIE | 12. Alfons Vladimír Mensdorff-Pouilly 1864–1935 BOSKOVICKÁ LINIE | 12. Alfons Vladimír Mensdorff-Pouilly 1864–1935 BOSKOVICKÁ LINIE |                                          |                                          | 13. Ida Marie z Paaru 1867–1945          | 13. Ida Marie z Paaru 1867–1945          | 13. Ida Marie z Paaru 1867–1945 | 13. Ida Marie z Paaru 1867–1945 | 13. Ida Marie z Paaru 1867–1945                              | 13. Ida Marie z Paaru 1867–1945                              |                                                              |                                                              | 8. Bedřich Mensdorff-Pouilly 1869–1872                       | 8. Bedřich Mensdorff-Pouilly 1869–1872                       | 8. Bedřich Mensdorff-Pouilly 1869–1872 | 8. Bedřich Mensdorff-Pouilly 1869–1872 | 8. Bedřich Mensdorff-Pouilly 1869–1872      | 8. Bedřich Mensdorff-Pouilly 1869–1872      |                                             |                                             | Emanuel Mensdorff-Pouilly 1866–1948 CHOTĚLICKÁ LINIE | Emanuel Mensdorff-Pouilly 1866–1948 CHOTĚLICKÁ LINIE | Emanuel Mensdorff-Pouilly 1866–1948 CHOTĚLICKÁ LINIE | Emanuel Mensdorff-Pouilly 1866–1948 CHOTĚLICKÁ LINIE | Emanuel Mensdorff-Pouilly 1866–1948 CHOTĚLICKÁ LINIE | Emanuel Mensdorff-Pouilly 1866–1948 CHOTĚLICKÁ LINIE |                                      |                                      | Anna Marie, roz. Westphalenová z Fürstenbergu 1869–1948 | Anna Marie, roz. Westphalenová z Fürstenbergu 1869–1948 | Anna Marie, roz. Westphalenová z Fürstenbergu 1869–1948 | Anna Marie, roz. Westphalenová z Fürstenbergu 1869–1948 | Anna Marie, roz. Westphalenová z Fürstenbergu 1869–1948 | Anna Marie, roz. Westphalenová z Fürstenbergu 1869–1948 |                                           |                                           |                                           |                                           |  |  |
|                                                            |                                                            |                                                            |                                                            | 4. Antonie Mensdorff-Pouilly 1848–1855                     | 4. Antonie Mensdorff-Pouilly 1848–1855                     | 4. Antonie Mensdorff-Pouilly 1848–1855 | 4. Antonie Mensdorff-Pouilly 1848–1855 | 4. Antonie Mensdorff-Pouilly 1848–1855                    | 4. Antonie Mensdorff-Pouilly 1848–1855                    |                                                           |                                                           | 6. Arthur Mensdorff-Pouilly 1852–1862                     | 6. Arthur Mensdorff-Pouilly 1852–1862                     | 6. Arthur Mensdorff-Pouilly 1852–1862         | 6. Arthur Mensdorff-Pouilly 1852–1862         | 6. Arthur Mensdorff-Pouilly 1852–1862                 | 6. Arthur Mensdorff-Pouilly 1852–1862                 |                                                       |                                                       | Bedřich Karel Kinský 1834–1899                        | Bedřich Karel Kinský 1834–1899                        | Bedřich Karel Kinský 1834–1899 | Bedřich Karel Kinský 1834–1899 | Bedřich Karel Kinský 1834–1899                         | Bedřich Karel Kinský 1834–1899                         |                                                        |                                                        | Žofie Mensdorff-Pouilly 1845–1909                      | Žofie Mensdorff-Pouilly 1845–1909                      | Žofie Mensdorff-Pouilly 1845–1909        | Žofie Mensdorff-Pouilly 1845–1909        | Žofie Mensdorff-Pouilly 1845–1909                                     | Žofie Mensdorff-Pouilly 1845–1909                                     |                                                                       |                                                                       | 7. Terezie Mensdorff-Pouilly 1863–1867                                | 7. Terezie Mensdorff-Pouilly 1863–1867                                | 7. Terezie Mensdorff-Pouilly 1863–1867 | 7. Terezie Mensdorff-Pouilly 1863–1867 | 7. Terezie Mensdorff-Pouilly 1863–1867               | 7. Terezie Mensdorff-Pouilly 1863–1867               |                                                      |                                                      | 12. Alfons Vladimír Mensdorff-Pouilly 1864–1935 BOSKOVICKÁ LINIE | 12. Alfons Vladimír Mensdorff-Pouilly 1864–1935 BOSKOVICKÁ LINIE | 12. Alfons Vladimír Mensdorff-Pouilly 1864–1935 BOSKOVICKÁ LINIE | 12. Alfons Vladimír Mensdorff-Pouilly 1864–1935 BOSKOVICKÁ LINIE | 12. Alfons Vladimír Mensdorff-Pouilly 1864–1935 BOSKOVICKÁ LINIE | 12. Alfons Vladimír Mensdorff-Pouilly 1864–1935 BOSKOVICKÁ LINIE |                                          |                                          | 13. Ida Marie z Paaru 1867–1945          | 13. Ida Marie z Paaru 1867–1945          | 13. Ida Marie z Paaru 1867–1945 | 13. Ida Marie z Paaru 1867–1945 | 13. Ida Marie z Paaru 1867–1945                              | 13. Ida Marie z Paaru 1867–1945                              |                                                              |                                                              | 8. Bedřich Mensdorff-Pouilly 1869–1872                       | 8. Bedřich Mensdorff-Pouilly 1869–1872                       | 8. Bedřich Mensdorff-Pouilly 1869–1872 | 8. Bedřich Mensdorff-Pouilly 1869–1872 | 8. Bedřich Mensdorff-Pouilly 1869–1872      | 8. Bedřich Mensdorff-Pouilly 1869–1872      |                                             |                                             | Emanuel Mensdorff-Pouilly 1866–1948 CHOTĚLICKÁ LINIE | Emanuel Mensdorff-Pouilly 1866–1948 CHOTĚLICKÁ LINIE | Emanuel Mensdorff-Pouilly 1866–1948 CHOTĚLICKÁ LINIE | Emanuel Mensdorff-Pouilly 1866–1948 CHOTĚLICKÁ LINIE | Emanuel Mensdorff-Pouilly 1866–1948 CHOTĚLICKÁ LINIE | Emanuel Mensdorff-Pouilly 1866–1948 CHOTĚLICKÁ LINIE |                                      |                                      | Anna Marie, roz. Westphalenová z Fürstenbergu 1869–1948 | Anna Marie, roz. Westphalenová z Fürstenbergu 1869–1948 | Anna Marie, roz. Westphalenová z Fürstenbergu 1869–1948 | Anna Marie, roz. Westphalenová z Fürstenbergu 1869–1948 | Anna Marie, roz. Westphalenová z Fürstenbergu 1869–1948 | Anna Marie, roz. Westphalenová z Fürstenbergu 1869–1948 |                                           |                                           |                                           |                                           |  |  |
|                                                            |                                                            |                                                            |                                                            |                                                            |                                                            |                                        |                                        |                                                           |                                                           |                                                           |                                                           |                                                           |                                                           |                                               |                                               |                                                       |                                                       |                                                       |                                                       |                                                       |                                                       |                                |                                |                                                        |                                                        |                                                        |                                                        |                                                        |                                                        |                                          |                                          |                                                                       |                                                                       |                                                                       |                                                                       |                                                                       |                                                                       |                                        |                                        |                                                      |                                                      |                                                      |                                                      |                                                                  |                                                                  |                                                                  |                                                                  |                                                                  |                                                                  |                                          |                                          |                                          |                                          |                                 |                                 |                                                              |                                                              |                                                              |                                                              |                                                              |                                                              |                                        |                                        |                                             |                                             |                                             |                                             |                                                      |                                                      |                                                      |                                                      |                                                      |                                                      |                                      |                                      |                                                         |                                                         |                                                         |                                                         |                                                         |                                                         |                                           |                                           |                                           |                                           |  |  |
|                                                            |                                                            |                                                            |                                                            |                                                            |                                                            |                                        |                                        |                                                           |                                                           |                                                           |                                                           |                                                           |                                                           |                                               |                                               |                                                       |                                                       |                                                       |                                                       |                                                       |                                                       |                                |                                |                                                        |                                                        |                                                        |                                                        |                                                        |                                                        |                                          |                                          |                                                                       |                                                                       |                                                                       |                                                                       |                                                                       |                                                                       |                                        |                                        |                                                      |                                                      |                                                      |                                                      |                                                                  |                                                                  |                                                                  |                                                                  |                                                                  |                                                                  |                                          |                                          |                                          |                                          |                                 |                                 |                                                              |                                                              |                                                              |                                                              |                                                              |                                                              |                                        |                                        |                                             |                                             |                                             |                                             |                                                      |                                                      |                                                      |                                                      |                                                      |                                                      |                                      |                                      |                                                         |                                                         |                                                         |                                                         |                                                         |                                                         |                                           |                                           |                                           |                                           |  |  |
| Karl Mensdorff-Pouilly 1894–1981                           | Karl Mensdorff-Pouilly 1894–1981                           | Karl Mensdorff-Pouilly 1894–1981                           | Karl Mensdorff-Pouilly 1894–1981                           | Karl Mensdorff-Pouilly 1894–1981                           | Karl Mensdorff-Pouilly 1894–1981                           |                                        |                                        | Maria Immakulata, roz. Thurn-Taxisová 1906–1980           | Maria Immakulata, roz. Thurn-Taxisová 1906–1980           | Maria Immakulata, roz. Thurn-Taxisová 1906–1980           | Maria Immakulata, roz. Thurn-Taxisová 1906–1980           | Maria Immakulata, roz. Thurn-Taxisová 1906–1980           | Maria Immakulata, roz. Thurn-Taxisová 1906–1980           |                                               |                                               | Alfons Karel Mensdorff-Pouilly 1891–1973              | Alfons Karel Mensdorff-Pouilly 1891–1973              | Alfons Karel Mensdorff-Pouilly 1891–1973              | Alfons Karel Mensdorff-Pouilly 1891–1973              | Alfons Karel Mensdorff-Pouilly 1891–1973              | Alfons Karel Mensdorff-Pouilly 1891–1973              |                                |                                | Marie Karolina, roz. Strachwitzová 1901–1971           | Marie Karolina, roz. Strachwitzová 1901–1971           | Marie Karolina, roz. Strachwitzová 1901–1971           | Marie Karolina, roz. Strachwitzová 1901–1971           | Marie Karolina, roz. Strachwitzová 1901–1971           | Marie Karolina, roz. Strachwitzová 1901–1971           |                                          |                                          | Leopoldine Mensdorff-Pouilly 1895–1980                                | Leopoldine Mensdorff-Pouilly 1895–1980                                | Leopoldine Mensdorff-Pouilly 1895–1980                                | Leopoldine Mensdorff-Pouilly 1895–1980                                | Leopoldine Mensdorff-Pouilly 1895–1980                                | Leopoldine Mensdorff-Pouilly 1895–1980                                |                                        |                                        | Hugo Nikolaus zu Salm-Reifferscheidt-Raitz 1893–1946 | Hugo Nikolaus zu Salm-Reifferscheidt-Raitz 1893–1946 | Hugo Nikolaus zu Salm-Reifferscheidt-Raitz 1893–1946 | Hugo Nikolaus zu Salm-Reifferscheidt-Raitz 1893–1946 | Hugo Nikolaus zu Salm-Reifferscheidt-Raitz 1893–1946             | Hugo Nikolaus zu Salm-Reifferscheidt-Raitz 1893–1946             |                                                                  |                                                                  | x966. Eduard Mensdorff-Pouilly 1900–1966                         | x966. Eduard Mensdorff-Pouilly 1900–1966                         | x966. Eduard Mensdorff-Pouilly 1900–1966 | x966. Eduard Mensdorff-Pouilly 1900–1966 | x966. Eduard Mensdorff-Pouilly 1900–1966 | x966. Eduard Mensdorff-Pouilly 1900–1966 |                                 |                                 | x983. Giselda Anna, roz. Collalto et San Salvatore 1902–1983 | x983. Giselda Anna, roz. Collalto et San Salvatore 1902–1983 | x983. Giselda Anna, roz. Collalto et San Salvatore 1902–1983 | x983. Giselda Anna, roz. Collalto et San Salvatore 1902–1983 | x983. Giselda Anna, roz. Collalto et San Salvatore 1902–1983 | x983. Giselda Anna, roz. Collalto et San Salvatore 1902–1983 |                                        |                                        | František Josef Mensdorff-Pouilly 1897–1991 | František Josef Mensdorff-Pouilly 1897–1991 | František Josef Mensdorff-Pouilly 1897–1991 | František Josef Mensdorff-Pouilly 1897–1991 | František Josef Mensdorff-Pouilly 1897–1991          | František Josef Mensdorff-Pouilly 1897–1991          |                                                      |                                                      | Terezie, roz. Sternbergová 1902–1985                 | Terezie, roz. Sternbergová 1902–1985                 | Terezie, roz. Sternbergová 1902–1985 | Terezie, roz. Sternbergová 1902–1985 | Terezie, roz. Sternbergová 1902–1985                    | Terezie, roz. Sternbergová 1902–1985                    |                                                         |                                                         |                                                         |                                                         |                                           |                                           |                                           |                                           |  |  |
| Karl Mensdorff-Pouilly 1894–1981                           | Karl Mensdorff-Pouilly 1894–1981                           | Karl Mensdorff-Pouilly 1894–1981                           | Karl Mensdorff-Pouilly 1894–1981                           | Karl Mensdorff-Pouilly 1894–1981                           | Karl Mensdorff-Pouilly 1894–1981                           |                                        |                                        | Maria Immakulata, roz. Thurn-Taxisová 1906–1980           | Maria Immakulata, roz. Thurn-Taxisová 1906–1980           | Maria Immakulata, roz. Thurn-Taxisová 1906–1980           | Maria Immakulata, roz. Thurn-Taxisová 1906–1980           | Maria Immakulata, roz. Thurn-Taxisová 1906–1980           | Maria Immakulata, roz. Thurn-Taxisová 1906–1980           |                                               |                                               | Alfons Karel Mensdorff-Pouilly 1891–1973              | Alfons Karel Mensdorff-Pouilly 1891–1973              | Alfons Karel Mensdorff-Pouilly 1891–1973              | Alfons Karel Mensdorff-Pouilly 1891–1973              | Alfons Karel Mensdorff-Pouilly 1891–1973              | Alfons Karel Mensdorff-Pouilly 1891–1973              |                                |                                | Marie Karolina, roz. Strachwitzová 1901–1971           | Marie Karolina, roz. Strachwitzová 1901–1971           | Marie Karolina, roz. Strachwitzová 1901–1971           | Marie Karolina, roz. Strachwitzová 1901–1971           | Marie Karolina, roz. Strachwitzová 1901–1971           | Marie Karolina, roz. Strachwitzová 1901–1971           |                                          |                                          | Leopoldine Mensdorff-Pouilly 1895–1980                                | Leopoldine Mensdorff-Pouilly 1895–1980                                | Leopoldine Mensdorff-Pouilly 1895–1980                                | Leopoldine Mensdorff-Pouilly 1895–1980                                | Leopoldine Mensdorff-Pouilly 1895–1980                                | Leopoldine Mensdorff-Pouilly 1895–1980                                |                                        |                                        | Hugo Nikolaus zu Salm-Reifferscheidt-Raitz 1893–1946 | Hugo Nikolaus zu Salm-Reifferscheidt-Raitz 1893–1946 | Hugo Nikolaus zu Salm-Reifferscheidt-Raitz 1893–1946 | Hugo Nikolaus zu Salm-Reifferscheidt-Raitz 1893–1946 | Hugo Nikolaus zu Salm-Reifferscheidt-Raitz 1893–1946             | Hugo Nikolaus zu Salm-Reifferscheidt-Raitz 1893–1946             |                                                                  |                                                                  | x966. Eduard Mensdorff-Pouilly 1900–1966                         | x966. Eduard Mensdorff-Pouilly 1900–1966                         | x966. Eduard Mensdorff-Pouilly 1900–1966 | x966. Eduard Mensdorff-Pouilly 1900–1966 | x966. Eduard Mensdorff-Pouilly 1900–1966 | x966. Eduard Mensdorff-Pouilly 1900–1966 |                                 |                                 | x983. Giselda Anna, roz. Collalto et San Salvatore 1902–1983 | x983. Giselda Anna, roz. Collalto et San Salvatore 1902–1983 | x983. Giselda Anna, roz. Collalto et San Salvatore 1902–1983 | x983. Giselda Anna, roz. Collalto et San Salvatore 1902–1983 | x983. Giselda Anna, roz. Collalto et San Salvatore 1902–1983 | x983. Giselda Anna, roz. Collalto et San Salvatore 1902–1983 |                                        |                                        | František Josef Mensdorff-Pouilly 1897–1991 | František Josef Mensdorff-Pouilly 1897–1991 | František Josef Mensdorff-Pouilly 1897–1991 | František Josef Mensdorff-Pouilly 1897–1991 | František Josef Mensdorff-Pouilly 1897–1991          | František Josef Mensdorff-Pouilly 1897–1991          |                                                      |                                                      | Terezie, roz. Sternbergová 1902–1985                 | Terezie, roz. Sternbergová 1902–1985                 | Terezie, roz. Sternbergová 1902–1985 | Terezie, roz. Sternbergová 1902–1985 | Terezie, roz. Sternbergová 1902–1985                    | Terezie, roz. Sternbergová 1902–1985                    |                                                         |                                                         |                                                         |                                                         |                                           |                                           |                                           |                                           |  |  |
|                                                            |                                                            |                                                            |                                                            |                                                            |                                                            |                                        |                                        |                                                           |                                                           |                                                           |                                                           |                                                           |                                                           |                                               |                                               |                                                       |                                                       |                                                       |                                                       |                                                       |                                                       |                                |                                |                                                        |                                                        |                                                        |                                                        |                                                        |                                                        |                                          |                                          |                                                                       |                                                                       |                                                                       |                                                                       |                                                                       |                                                                       |                                        |                                        |                                                      |                                                      |                                                      |                                                      |                                                                  |                                                                  |                                                                  |                                                                  |                                                                  |                                                                  |                                          |                                          |                                          |                                          |                                 |                                 |                                                              |                                                              |                                                              |                                                              |                                                              |                                                              |                                        |                                        |                                             |                                             |                                             |                                             |                                                      |                                                      |                                                      |                                                      |                                                      |                                                      |                                      |                                      |                                                         |                                                         |                                                         |                                                         |                                                         |                                                         |                                           |                                           |                                           |                                           |  |  |
|                                                            |                                                            |                                                            |                                                            |                                                            |                                                            |                                        |                                        |                                                           |                                                           |                                                           |                                                           |                                                           |                                                           |                                               |                                               |                                                       |                                                       |                                                       |                                                       |                                                       |                                                       |                                |                                |                                                        |                                                        |                                                        |                                                        |                                                        |                                                        |                                          |                                          |                                                                       |                                                                       |                                                                       |                                                                       |                                                                       |                                                                       |                                        |                                        |                                                      |                                                      |                                                      |                                                      |                                                                  |                                                                  |                                                                  |                                                                  |                                                                  |                                                                  |                                          |                                          |                                          |                                          |                                 |                                 |                                                              |                                                              |                                                              |                                                              |                                                              |                                                              |                                        |                                        |                                             |                                             |                                             |                                             |                                                      |                                                      |                                                      |                                                      |                                                      |                                                      |                                      |                                      |                                                         |                                                         |                                                         |                                                         |                                                         |                                                         |                                           |                                           |                                           |                                           |  |  |
| Bedřich Karel Mensdorff-Pouilly 1925–2018                  | Bedřich Karel Mensdorff-Pouilly 1925–2018                  | Bedřich Karel Mensdorff-Pouilly 1925–2018                  | Bedřich Karel Mensdorff-Pouilly 1925–2018                  | Bedřich Karel Mensdorff-Pouilly 1925–2018                  | Bedřich Karel Mensdorff-Pouilly 1925–2018                  |                                        |                                        | Christiane, roz. Bérenger d'Herbemont 1927–2001           | Christiane, roz. Bérenger d'Herbemont 1927–2001           | Christiane, roz. Bérenger d'Herbemont 1927–2001           | Christiane, roz. Bérenger d'Herbemont 1927–2001           | Christiane, roz. Bérenger d'Herbemont 1927–2001           | Christiane, roz. Bérenger d'Herbemont 1927–2001           |                                               |                                               | Albert Mensdorff-Pouilly 1926–2015                    | Albert Mensdorff-Pouilly 1926–2015                    | Albert Mensdorff-Pouilly 1926–2015                    | Albert Mensdorff-Pouilly 1926–2015                    | Albert Mensdorff-Pouilly 1926–2015                    | Albert Mensdorff-Pouilly 1926–2015                    |                                |                                | Julia, roz. Kertész * 1934                             | Julia, roz. Kertész * 1934                             | Julia, roz. Kertész * 1934                             | Julia, roz. Kertész * 1934                             | Julia, roz. Kertész * 1934                             | Julia, roz. Kertész * 1934                             |                                          |                                          | Hugo Mensdorff-Pouilly 1929–2023                                      | Hugo Mensdorff-Pouilly 1929–2023                                      | Hugo Mensdorff-Pouilly 1929–2023                                      | Hugo Mensdorff-Pouilly 1929–2023                                      | Hugo Mensdorff-Pouilly 1929–2023                                      | Hugo Mensdorff-Pouilly 1929–2023                                      |                                        |                                        | Barbora, roz. Poláková 1943–2010                     | Barbora, roz. Poláková 1943–2010                     | Barbora, roz. Poláková 1943–2010                     | Barbora, roz. Poláková 1943–2010                     | Barbora, roz. Poláková 1943–2010                                 | Barbora, roz. Poláková 1943–2010                                 |                                                                  |                                                                  | Jan Mensdorff-Pouilly 1933–2020                                  | Jan Mensdorff-Pouilly 1933–2020                                  | Jan Mensdorff-Pouilly 1933–2020          | Jan Mensdorff-Pouilly 1933–2020          | Jan Mensdorff-Pouilly 1933–2020          | Jan Mensdorff-Pouilly 1933–2020          |                                 |                                 | Sylvia Maria, roz. Chiarino * 1946                           | Sylvia Maria, roz. Chiarino * 1946                           | Sylvia Maria, roz. Chiarino * 1946                           | Sylvia Maria, roz. Chiarino * 1946                           | Sylvia Maria, roz. Chiarino * 1946                           | Sylvia Maria, roz. Chiarino * 1946                           |                                        |                                        | Therese, roz. Mensdorff-Pouilly 1934–2000   | Therese, roz. Mensdorff-Pouilly 1934–2000   | Therese, roz. Mensdorff-Pouilly 1934–2000   | Therese, roz. Mensdorff-Pouilly 1934–2000   | Therese, roz. Mensdorff-Pouilly 1934–2000            | Therese, roz. Mensdorff-Pouilly 1934–2000            |                                                      |                                                      | Vladimír Božek 1924–2020                             | Vladimír Božek 1924–2020                             | Vladimír Božek 1924–2020             | Vladimír Božek 1924–2020             | Vladimír Božek 1924–2020                                | Vladimír Božek 1924–2020                                |                                                         |                                                         |                                                         |                                                         |                                           |                                           |                                           |                                           |  |  |
| Bedřich Karel Mensdorff-Pouilly 1925–2018                  | Bedřich Karel Mensdorff-Pouilly 1925–2018                  | Bedřich Karel Mensdorff-Pouilly 1925–2018                  | Bedřich Karel Mensdorff-Pouilly 1925–2018                  | Bedřich Karel Mensdorff-Pouilly 1925–2018                  | Bedřich Karel Mensdorff-Pouilly 1925–2018                  |                                        |                                        | Christiane, roz. Bérenger d'Herbemont 1927–2001           | Christiane, roz. Bérenger d'Herbemont 1927–2001           | Christiane, roz. Bérenger d'Herbemont 1927–2001           | Christiane, roz. Bérenger d'Herbemont 1927–2001           | Christiane, roz. Bérenger d'Herbemont 1927–2001           | Christiane, roz. Bérenger d'Herbemont 1927–2001           |                                               |                                               | Albert Mensdorff-Pouilly 1926–2015                    | Albert Mensdorff-Pouilly 1926–2015                    | Albert Mensdorff-Pouilly 1926–2015                    | Albert Mensdorff-Pouilly 1926–2015                    | Albert Mensdorff-Pouilly 1926–2015                    | Albert Mensdorff-Pouilly 1926–2015                    |                                |                                | Julia, roz. Kertész * 1934                             | Julia, roz. Kertész * 1934                             | Julia, roz. Kertész * 1934                             | Julia, roz. Kertész * 1934                             | Julia, roz. Kertész * 1934                             | Julia, roz. Kertész * 1934                             |                                          |                                          | Hugo Mensdorff-Pouilly 1929–2023                                      | Hugo Mensdorff-Pouilly 1929–2023                                      | Hugo Mensdorff-Pouilly 1929–2023                                      | Hugo Mensdorff-Pouilly 1929–2023                                      | Hugo Mensdorff-Pouilly 1929–2023                                      | Hugo Mensdorff-Pouilly 1929–2023                                      |                                        |                                        | Barbora, roz. Poláková 1943–2010                     | Barbora, roz. Poláková 1943–2010                     | Barbora, roz. Poláková 1943–2010                     | Barbora, roz. Poláková 1943–2010                     | Barbora, roz. Poláková 1943–2010                                 | Barbora, roz. Poláková 1943–2010                                 |                                                                  |                                                                  | Jan Mensdorff-Pouilly 1933–2020                                  | Jan Mensdorff-Pouilly 1933–2020                                  | Jan Mensdorff-Pouilly 1933–2020          | Jan Mensdorff-Pouilly 1933–2020          | Jan Mensdorff-Pouilly 1933–2020          | Jan Mensdorff-Pouilly 1933–2020          |                                 |                                 | Sylvia Maria, roz. Chiarino * 1946                           | Sylvia Maria, roz. Chiarino * 1946                           | Sylvia Maria, roz. Chiarino * 1946                           | Sylvia Maria, roz. Chiarino * 1946                           | Sylvia Maria, roz. Chiarino * 1946                           | Sylvia Maria, roz. Chiarino * 1946                           |                                        |                                        | Therese, roz. Mensdorff-Pouilly 1934–2000   | Therese, roz. Mensdorff-Pouilly 1934–2000   | Therese, roz. Mensdorff-Pouilly 1934–2000   | Therese, roz. Mensdorff-Pouilly 1934–2000   | Therese, roz. Mensdorff-Pouilly 1934–2000            | Therese, roz. Mensdorff-Pouilly 1934–2000            |                                                      |                                                      | Vladimír Božek 1924–2020                             | Vladimír Božek 1924–2020                             | Vladimír Božek 1924–2020             | Vladimír Božek 1924–2020             | Vladimír Božek 1924–2020                                | Vladimír Božek 1924–2020                                |                                                         |                                                         |                                                         |                                                         |                                           |                                           |                                           |                                           |  |  |